# Заґаце (Лодзинське воєводство)
Заґаце (пол. Zagacie) — село в Польщі, у гміні Пшедбуж Радомщанського повіту Лодзинського воєводства.
Населення — 74 особи (2011).
У 1975—1998 роках село належало до Пйотрковського воєводства.

## Демографія
Демографічна структура станом на 31 березня 2011 року:
|          | Загалом | Допрацездатний вік | Працездатний вік | Постпрацездатний вік |
| -------- | ------- | ------------------ | ---------------- | -------------------- |
| Чоловіки | 42      | 9                  | 26               | 7                    |
| Жінки    | 32      | 2                  | 19               | 11                   |
| Разом    | 74      | 11                 | 45               | 18                   |